# NGC 6634
NGC 6634 في الفهرس العام الجديد، هي مجرة، تقع في كوكبة الرامي. اكتشفت في 1751 بواسطة نيكولاس لويس دو لكيل.

## روابط خارجية
- NGC 6634 على موقع ويكي سكاي: DSS2, SDSS, GALEX, IRAS, Hydrogen α, X-Ray, Astrophoto, Sky Map, Articles and images